# Afroamerikanci
| manje od 2% 2% -5% 5% - 10% 10% - 15% 15% - 20% | 20% - 25% 25% - 30% 30% - 35% 35% - 40% |

Afroamerikanci ili Afrički Amerikanci je izraz koji se danas u SAD službeno koristi kako bi opisao stanovnike crne boje kože, odnosno, potomke afričkih robova dovedenih u Severnu Ameriku između 17. i 19. veka.
Izraz, kojeg je prvi koristio crni nacionalistički vođa Malkolm X, nastoji da zameni izraz "crnci" (енгл. Blacks) koji se u delu tadašnje crnačke zajednice smatrao jednako uvredljivim kao "negro" i "obojeni". Izraz je, umesto po rasi, američke crnce trebalo da identifikuje prema regiji odakle potiču njihovi preci i tako da ih izjednači s etničkim grupama unutar američke nacije kao što su Italoamerikanci ili Portorikanci.
Prema podacima američkog Biroa za popis stanovništva u SAD živi 37,1 milion Afroamerikanaca, koji čine 12,9% ukupnog stanovništva. Od toga njih 58,4%, prema rezultatima popisa iz 2000. godine, živi na američkom Jugu. No, 88% svih Afroamerikanaca takođe živi u velikim gradovima, tako da u nekima od njih, kao Geri, Detroit, Atlanta, Memfis i Vašington DC, čine većinu. 
Izraz "Afroamerikanci" se 1990-ih, u doba političke korektnosti, odomaćio u američkoj javnosti i ušao u službenu upotrebu. No, istovremeno je izazivao dosta kontroverze, s obzirom da njegova upotreba može izazvati celi niz nesporazuma i nedoumica.
Tako se izraz koristi isključivo za osobe crne boje kože, te se ne primenjuje na Amerikance bele kože koji su ili emigrirali iz Afrike ili im odatle potiču preci (Berberi, Afrikaneri).
Istovremeno se taj izraz koristi za svaku osobu crne boje kože koja živi na teritoriju SAD, bez obzira da li ona pripada nekoj specifičnoj etničkoj skupini kao što su Jamajčani ili Haićani.